# Rakiv Lis, Kamin-Kașîrskîi
Rakiv Lis (în ucraineană Раків Ліс) este localitatea de reședință a comunei Rakiv Lis din raionul Kamin-Kașîrskîi, regiunea Volînia, Ucraina.

## Demografie
Componența lingvistică a localității Rakiv Lis
     Ucraineană (99,55%)
     Alte limbi (0,42%)
Conform recensământului din 2001, majoritatea populației localității Rakiv Lis era vorbitoare de ucraineană (99,55%), existând în minoritate și vorbitori de alte limbi.